# Farszad Nur
Farszad Nur, Farshad Noor (dari فرشاد نور; ur. 2 października 1994 w Mazar-i Szarif) – afgański piłkarz holenderskiego pochodzenia grający na pozycji pomocnika w klubie Bahrain SC oraz reprezentacji Afganistanu. 
W swojej karierze grał również w klubach takich jak: PSV Eindhoven II, Roda JC Kerkrade, SC Cambuur, AFC Eskilstuna, Nea Salamina Famagusta, Persib Bandung i Al Hala SC. W reprezentacji Afganistanu zadebiutował 23 marca 2017 przeciwko Singapurowi. 10 września 2019 zdobył pierwszą bramkę dla kadry w meczu z Bangladeszem.